# Tinghøj
 Im Tinghøj südlich von Stoholm in Mitteljütland in Dänemark wurde bei der Untersuchung des Hügels eine gut erhaltene hölzerne Grabkiste (dänisch træbyggede gravkiste), wahrscheinlich aus der sogenannten Bodengrabzeit der Einzelgrabkultur gefunden. Anlagen dieses Namens liegen auch bei Estrup, Gerdrup, Klelund, Kvorning, Nørre Højrup, Øster Hornum, Vejlø und Vroue.

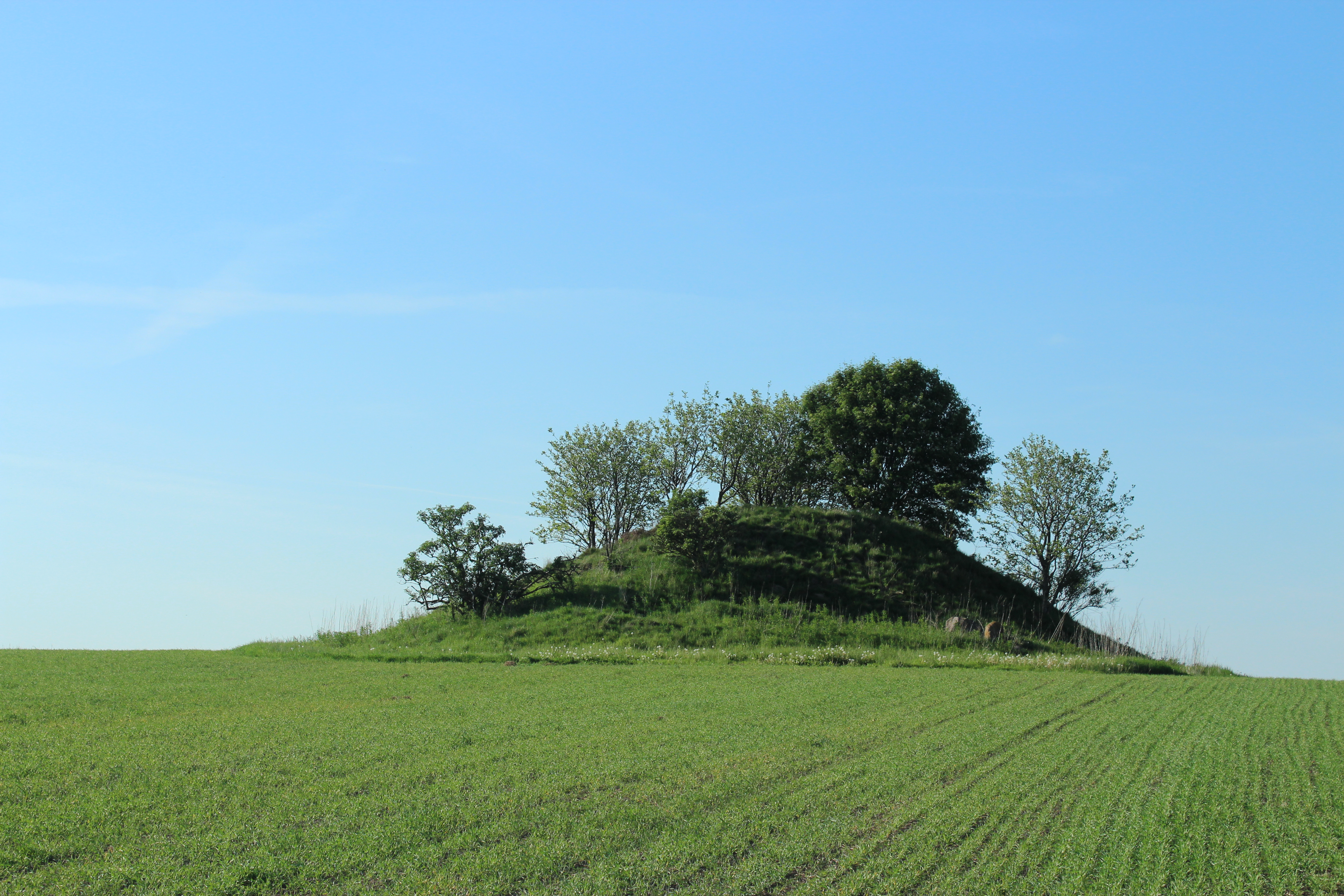
Tinghøj von Kvorning

Die Grabkiste lag im östlichen Teil des Hügels mit der Eintrittsseite in Richtung Südosten. Die querliegende Kammer, die über einen kammerseitig eingeschnürten Gang zugänglich war, ist etwa fünfeckig und 3,4 m lang. Alle Wände und Decken der Kammer und des Ganges waren aus Holz. Unter dem Hügel wurden Pflugspuren gefunden.

## Funde
Gefunden wurden etwa 200 große und kleine Bernsteinperlen im östlichen Teil der Kammer sowie Zahnschmelz im westlichen Teil. Die Funde gehören zu mindestens zwei Personen. Vermutlich lag die Frau mit dem Kopf nach Osten zwischen den Bernsteinperlen und der Mann, dessen Zahnschmelz gefunden wurde, mit dem Kopf im Westen.
Nordwestlich und südwestlich des Hügels wurden zwei Flachgräber der Einzelgrabkultur gefunden, die 0,60 m eingetieft waren. Die benachbarten Gräber haben Keramiken, die bisher unbekannte Ornamente zeigen. Eines kann als Grab eines Kindes angesehen werden.

## Kontext
Hölzerne Grabkisten sind in Dänemark bisher lediglich zwei Dutzend erkannt worden, vor allem in Nordjütland. In Dalbyneder bei Randers wurde eine 3,4 × 4,0 m große, eingetiefte Kiste aus vertikalen Planken gefunden. Die Kammer enthielt vier Bestattungen. Ein weiterer Holzbau wurde in der Vroue Hede gefunden. Die Kammer aus vertikalen Planken hatte vier mächtige Eckpfosten. Die Planken befanden sich in einer etwa 1,0 m breiten Grube und waren auf der Außenseite durch Steine gestützt. Alle Planken wurden auf der Oberfläche angebrannt, um Fäulnis zu verhindern. Die Grabkammer war mit sechs Bohlen bedeckt, und über Decken und Wände war eine 10–20 cm dicke Tonschicht gezogen. Außerhalb Nordjütlands gibt es hölzerne Grabkisten ohne Zugang.
Diese Gräber der Einzelgrabkultur sind variantenreich (darunter fallen auch die runden Cirkelgraver – z. B. von Hejnsvig, Højlyst Pårup und Sjørup) und wurden wahrscheinlich vor der Nachnutzung von  Ganggräbern verwendet. Ein Grundsatz der nordjütischen Form war die Wiederverwendbarkeit und der damit verbundene Übergang von Teilen der Kultur vom namengebenden Einzelgrab zum Kollektivgrab der vorausgegangenen Trichterbecherkultur. Die Nutzung der offenen Holzgräber kann nicht viele Jahre angedauert haben. Vielleicht war dies der Grund, warum versucht wurde, die Haltbarkeit des Holzes durch Anbrennen zu verlängern.